# 메시에 22

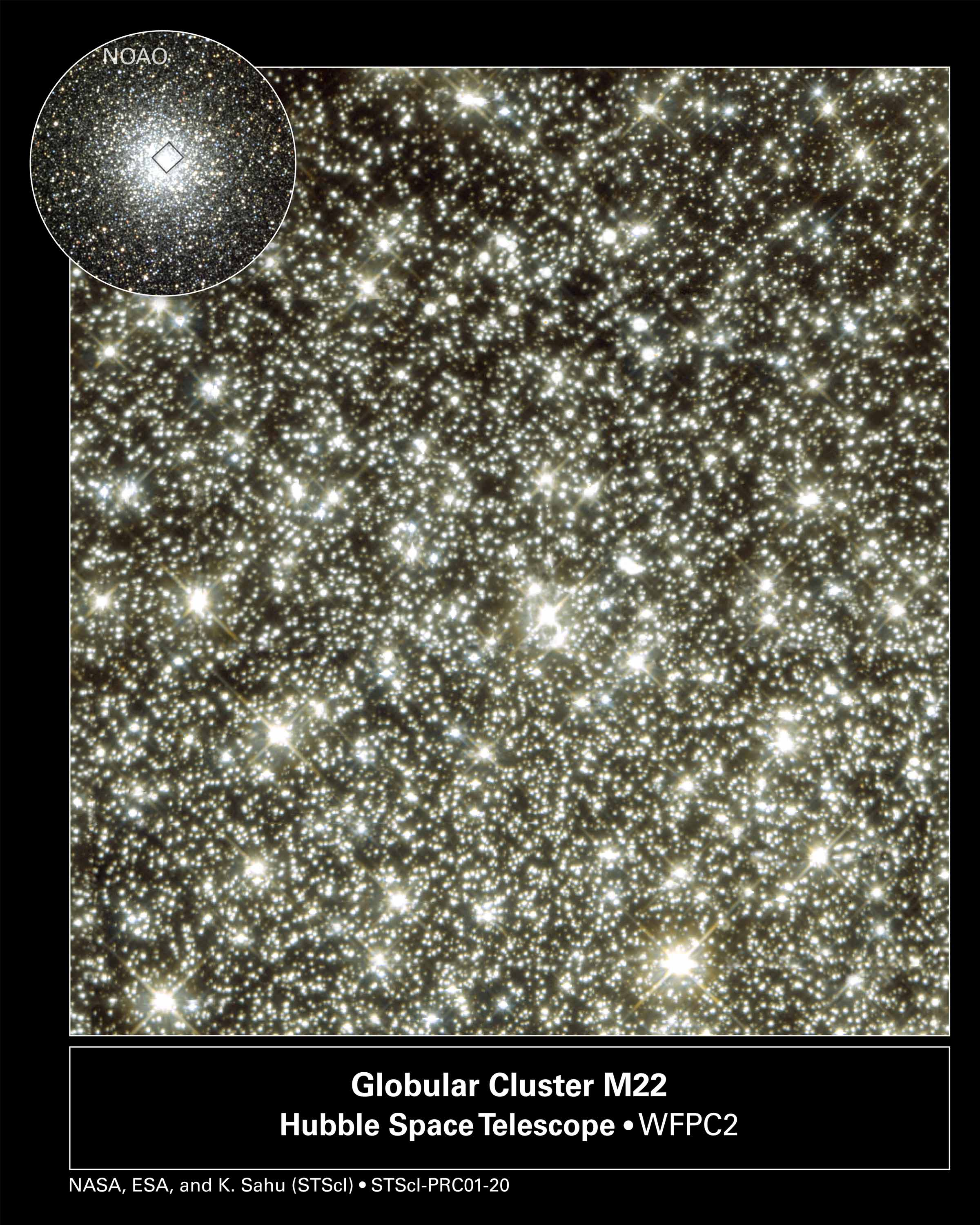
M22

메시에 22(NGC 6656)는 궁수자리에 있는 구상 성단이다. 1665년 Abraham Ihle가 처음 발견하고, 1764년 샤를 메시에가 메시에 천체 목록에 넣었다.
M22는 지구에서 10,600광년 떨어져 있다. 겉보기 등급은 6.17등급으로 맨눈으로 겨우 보이지만, 밤하늘에 볼 수 있는 성단들중 가장 밝은 편에 속한다. 시직경은 32분으로 직경이 99±9광년이다. M22는 은하팽대부 정면에 위치해 있어 미소중력렌즈현상을 볼 수 있다.

## 같이 보기
- 신판일반목록
- 메시에 천체
- 메시에 천체 목록